# Palomas blancas sobre tejado gris
Palomas blancas sobre tejado gris es un cuadro del pintor y escultor español Guillermo Silveira (1922-1987), considerado por la crítica especializada «tal vez [como] la síntesis más acabada de su estilo». Está pintado al óleo sobre lienzo y sus dimensiones son de 120 x 110 cm. A mediados de 1970 obtuvo Primer Premio y Medalla de Oro de la IV Bienal Extremeña de Pintura celebrada en Plasencia (Cáceres). Desde entonces, forma parte de la colección permanente del Museo de Bellas Artes de Badajoz (MUBA).

## Historia y descripción del autor

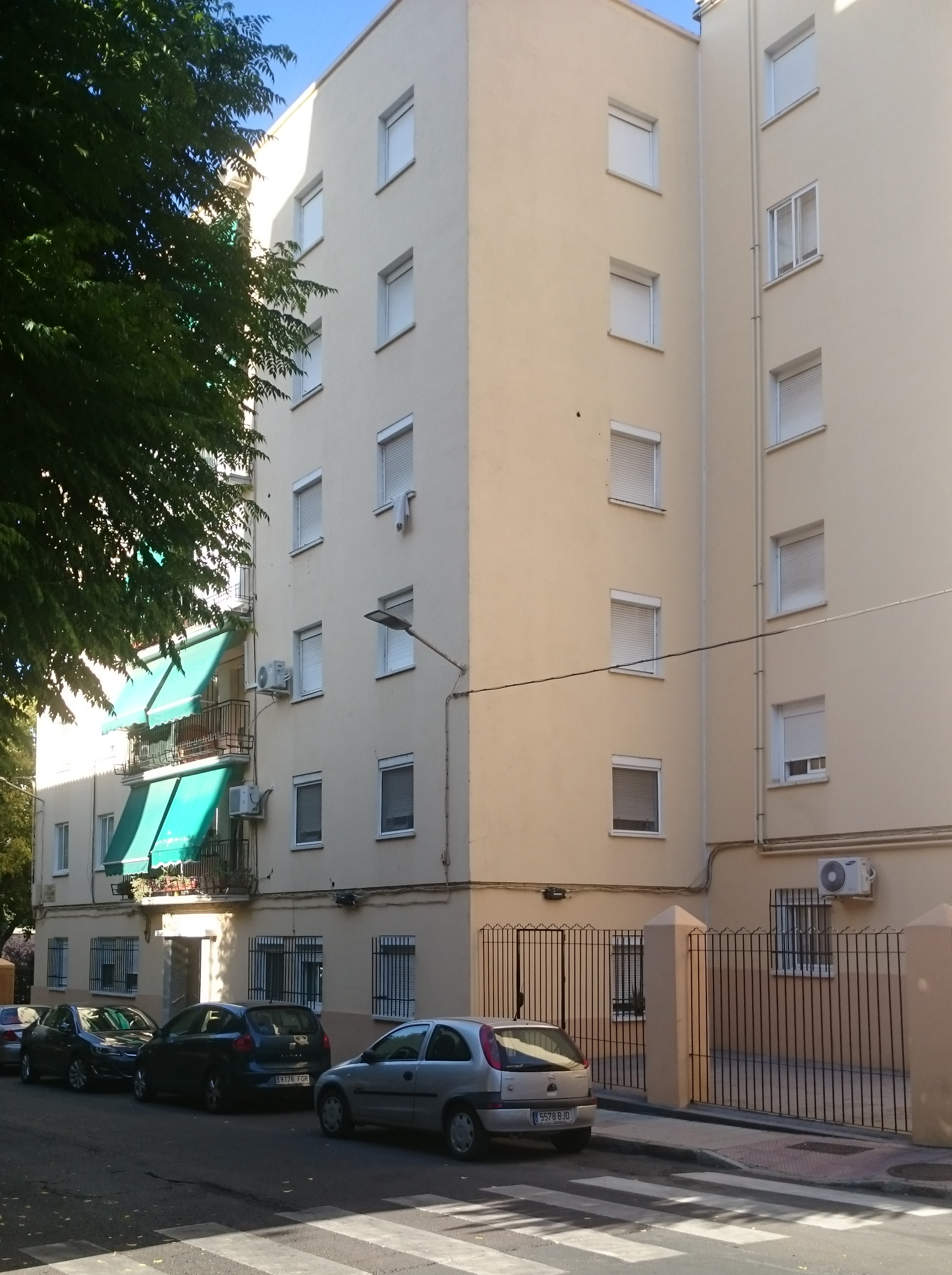
Badajoz. Vista general del bloque de viviendas ubicado en la actual Avda. Antonio Montero Moreno (antigua calle del Pilar) n.º 1-3.º izda., en el que el artista residió con su familia desde mediados de 1962 hasta finales de los años 1960 o comienzos de la década siguiente.

Teniendo en cuenta que tal como se ha mencionado anteriormente obtuvo Primer Premio y Medalla de Oro de la IV Bienal de Pintura Extremeña celebrada en Plasencia (Cáceres) entre mayo y junio de 1970, el cuadro se pintó en su domicilio estudio de la antigua calle del Pilar (hoy Avda. Antonio Montero Moreno) n.º 1-3.º izda. de la capital pacense, en el que el artista residió con su familia desde mediados de 1962 hasta finales de los años 1960 o comienzos de la década siguiente en que se trasladó al bloque de suboficiales del Ejército del Aire, ubicado en Traseras de Colón n.º 1-1.º 2. Existen además dos fotografías en blanco y negro del pintor fumando en pipa («[Silveira] fuma en pipa y pinta en serio») junto al que aparece el cuadro durante su primera fase de ejecución «en la avenida del Pilar 1 tercero izquierda», publicada en el periódico Informaciones con fecha 23 de enero de 1969 y una segunda tomada en Traseras de Colón en 1970 por el periodista del diario Hoy y futuro yerno del pintor Fernando Saavedra Campos (en la que se encuentra ya totalmente terminado), que confirman los datos expuestos.
Como también se ha dicho más arriba, la obra ingresó en la pinacoteca provincial a mediados de 1970. A finales del año siguiente González Perlado publicó un artículo a raíz de la adquisición de un nuevo cuadro de Covarsí por parte de la misma en el que puede leerse:

En cuanto a la pintura más moderna las opiniones se dividen. Allí hay un Silveira y el señor Collado casi se decide por él, por su escultopintura. Al director no le convencía al principio su forma de hacer, pero ahora sabe que sí, que hay en sus formas, en sus aditamentos, una muestra de gran pintor.

Junto al grueso de su producción artística se conservan una extensa serie de textos en prosa, pequeños poemas y/o declaraciones a la prensa en los que el autor, generalmente a través de su personal visión de algunas de sus obras más características, retrató sin crudeza a los que sufrían los efectos de un «mundo tan civilizado [que] nos está engullendo a todos».
Fueron surgiendo así una serie de cuadros de caballete, de fuerte carga argumental, por los que discurren gente del mundo del circo, trabajadores, violinistas callejeros, antiguas fondas, «fija su atención en Georges Rouault, Marc Chagall y Permeke».
En este caso concreto se expresó como sigue:

Según mi concepción, [Palomas blancas sobre tejado gris representa a] una mujer sola, inválida en su sillón de ruedas, viviendo en una humilde buhardilla con su hijo; las palomas blancas tienen un significado espiritual y el tejado gris se refiere a cualquier cobertura de tantas familias y seres anónimos, marginados y sufrientes de tantas ciudades… Su único calor, la estufa y la esperanza…

No hay comida. El mozalbete mata una de las palomas con la inconsciencia de un anormal con el estómago vacío. Sufre más tarde en tanto que la madre contenta con la bondad de este lo consuela con una sonrisa quizá amarga. [Alrededor], la mesita junto al ventanuco, la cama, la ventana con los cristales rotos, la chimenea, el tejado y el cielo gris.

## Exposiciones
- «Exposición de Pinturas de Guillermo Silveira». Muestra retrospectiva (1959-1984) con ocasión de la Semana Cultural Militar. Sala de exposiciones del Banco de Bilbao (Badajoz), 3-9 de diciembre de 1984 (n.º 1).
- Exposición de artistas extremeños. Amberes (Bélgica), Europalia 85.[30]
- «Guillermo Silveira». Museo Provincial de Bellas Artes. Badajoz, 26 de marzo-31 de mayo de 2009 (n.º 40).[31][32]

## Otras versiones
- Palomas blancas sobre tejado gris, c. 1969. Plumilla y témpera sobre papel, 56 x 41 cm. «GUILLERMO SILVEIRA moderno / rupturista». Casa de la Cultura de Segura de León, Badajoz, 20-23 de julio de 2017. «Silveira en el castillo». Capilla del castillo de Segura de León, 27 de mayo-26 de junio de 2022. Col. particular, Badajoz.[33][34][35]

### Hemerografía
- González Perlado (14 nov. 1971). «Un Covarsí, la nueva adquisición del Museo Provincial de Bellas Artes». Hoy (Badajoz): 9-10.
- Medina, Tico (23 ene. 1969). «Las cosas y las gentes de esta tierra: El pintor». Informaciones. Crónica de España (Madrid): 25.
- REDACCIÓN (17 may. 1970). «Guillermo Silveira García, Primer Premio de la Bienal». Hoy (Badajoz): 7.
- REDACCIÓN (20 jul. 2017). «Homenaje a Guillermo Silveira de su pueblo». El Periódico Extremadura (Cáceres): 17.
- Saavedra, Fernando (oct. 2014). «Mosaicos de Guillermo Silveira, a punto de desaparecer». Sharia (Asociación Amigos de Badajoz) (73): 4. DL BA 29-1998.
- Sin indicación del autor (abril-junio de 1970). «Premios en la IV Bienal de Estudios Extremeños [sic]». Revista Alcántara (Cáceres: Diputación Provincial). Año XXVI (159): 73-74. ISSN 0210-9859.
- Zoido, Antonio (31 mar. 1971). «Guillermo Silveira». Hoy. Artistas en el estudio (Badajoz): 16.

- Datos: Q56241825